# Eustreptospondylus
Eustreptospondylus is een geslacht van middelgrote uitgestorven Theropoda, een vleesetende dinosauriër uit de groep van de Spinosauroidea en meer bepaald de Eustreptospondylinae, dat tijdens het Laat-Jura leefde in het gebied van het huidige Engeland.
In 1870 werd van Eustreptospondylus een erg compleet skelet gevonden bij Oxford. Eerst zag men dat voor verschillende al bekende dinosauriërs aan. In 1964 kreeg het geslacht een eigen naam, die 'ware Streptospondylus' betekent, toen de typesoort Eustreptospondylus oxoniensis benoemd werd. Tegelijk kreeg ook een tweede soort haar naam, Eustreptospondylus divesensis, maar dat werd in 1977 het eigen geslacht Piveteausaurus.
Het skelet is van een jong dier. Een volwassen exemplaar werd ongeveer zes meter lang. Eustreptospondylus was een tweevoeter waarvan de horizontale romp in evenwicht gehouden werd door een lange staart. Eustreptospondylus is vooral bekend geworden door een aflevering in Walking with Dinosaurs waarin hij afgebeeld wordt als een in zee zwemmende aaseter. Maar vermoedelijk joeg hij juist op het land op grotere planteneters die hij met zijn brede zwaar gespierde kop, voorzien van stevige tanden, stukken vlees uit het lijf rukte.

## Vondst en naamgeving
In 1870 vonden arbeiders in een leemput, de Summertown Brick Pit, te Wolvercote, iets ten noorden van Oxford, de resten van een roofsauriër. Die werden aangekocht door James Parker, een lokale boekhandelaar, die ze weer ter attentie bracht van professor John Phillips. Phillips beschreef ze in 1871 maar gaf er geen naam aan. Het betrof indertijd het meest volledige skelet dat ooit van een grote theropode was gevonden, en is nog steeds het meest complete van een grote theropode uit het Jura van Europa. In 1890 wees Arthur Smith Woodward de fossielen, inmiddels verworven door de Universiteit van Oxford, toe aan Megalosaurus bucklandi. In 1905 en 1906 wees baron Franz Nopcsa ze toe aan Streptospondylus cuvieri, een soort van Streptospondylus die in 1841 door Richard Owen benoemd was. Friedrich von Huene sloot zich hier bij aan maar verwarrend genoeg verwees hij in publicaties uit 1907, 1926 en 1932 ook naar de soort als een Megalosaurus cuvieri. In 1924 werden de fossielen volledig uitgeprepareerd voor een bedrag van £100,-. Ze werden toen opgesteld in een opgerichte lichaamshouding; pas in het begin van de eenentwintigste eeuw werd dit gecorrigeerd tot een horizontale houding.

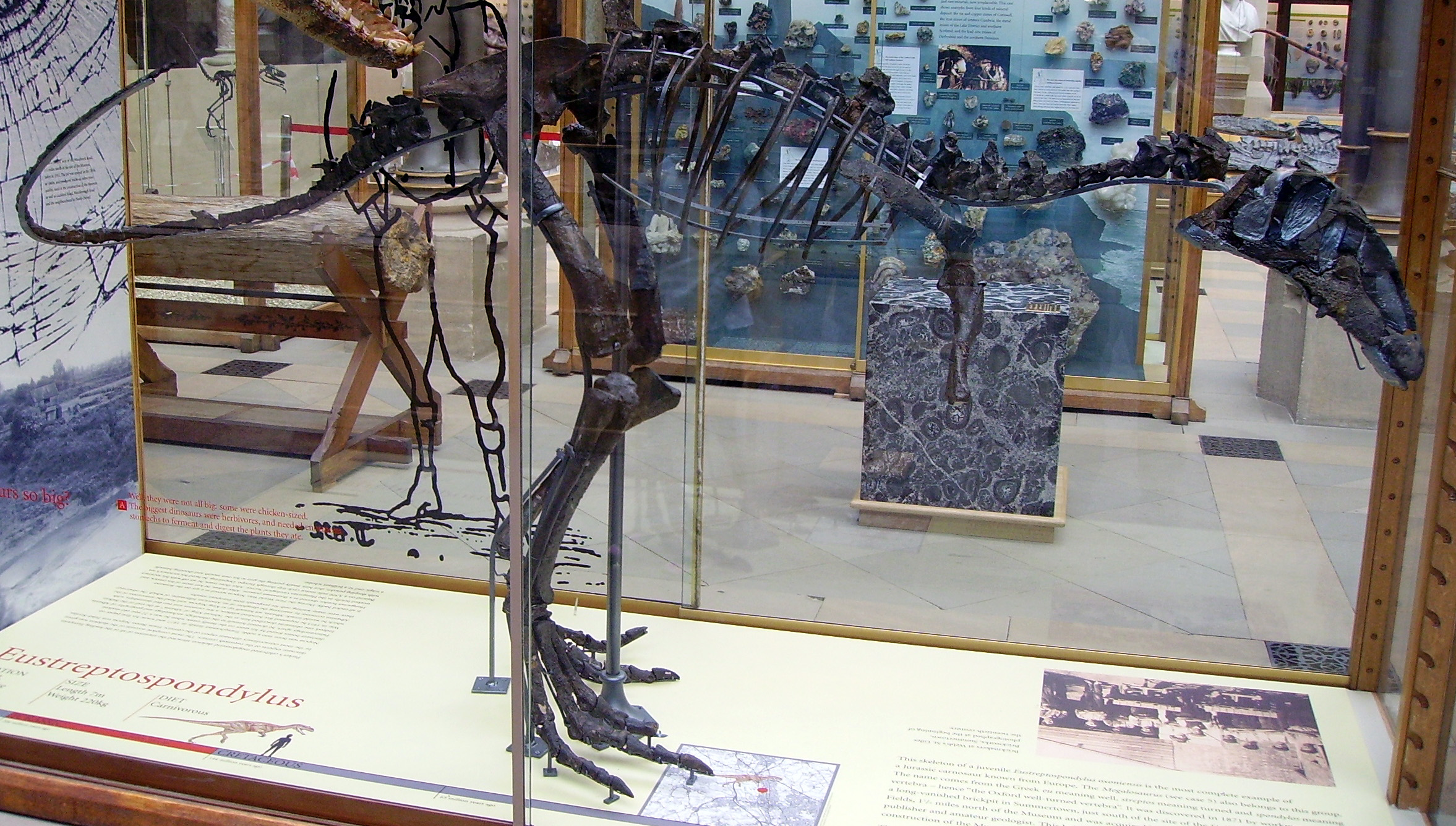
Het in Oxford opgestelde skelet; bij de schedel lijken de onderkaken te ontbreken maar dit komt doordat de in 1924 aangevulde achterkanten weer verwijderd zijn

In 1964 besefte Alick Donald Walker dat de resten niets met S. cuvieri van doen hadden. Het was nodig een geheel eigen geslacht en soort te benoemen: Eustreptospondylus oxoniensis. De geslachtsnaam verwees echter toch weer naar Streptospondylus. Ze kan gelezen worden als 'met flink gedraaide wervels' maar was bedoeld als 'de ware Streptospondylus'. De soortaanduiding verwijst naar Oxford.
In 2008 werd de eerste moderne beschrijving van Eustreptospondylus oxoniensis gepubliceerd door Rudyard Sadleir.
Het holotype OUM J13558 is gevonden in een laag van de Stewartby Member van de Oxford Clay Formation die dateert uit het late Callovien, ongeveer 162 miljoen jaar oud. Het bestaat uit een gedeeltelijk skelet met schedel en onderkaken. Bewaard zijn gebleven: beide praemaxillae, beide bovenkaaksbeenderen, een traanbeen, de voorhoofdsbeenderen, de wandbeenderen, de postorbitalia, het linkersquamosum, het linkerquadratum, het basioccipitale van de hersenpan, de voorste dentaria van de onderkaken, de wervellichamen van de hele wervelkolom vanaf de tweede halswervel tot en met de dertiende staartwervel met uitzondering van de tweede sacrale wervel en de zesde staartwervel, de zestiende en eenentwintigste staartwervel, ribben en chevrons, het rechterschouderblad, het linkeropperarmbeen, de onderkant van een eerste middenhandsbeen, een vingerkootje, de rechterbekkenhelft, het linkerschaambeen, het linkerzitbeen, beide dijbeenderen, het rechteronderbeen met voet en het linkeronderbeen inclusief het tweede linkermiddenvoetsbeen. In totaal zijn acht teenkootjes bewaard, inclusief een derde voetklauw. De handelementen door Phillips en von Huene gemeld, bleken in 2008 afwezig en waren misschien fout geïdentificeerde voetbotten geweest. Het gaat om een onvolwassen individu, zoals onder andere blijkt uit het niet versmolten zijn van de wervelcentra met de wervelbogen. Het holotype vertegenwoordigt het volledige materiaal dat ooit aan Eustreptospondylus oxoniensis is toegewezen met uitzondering van OUMNH J.29775, een linkerdarmbeen.
In 2003 hernoemde Oliver Walter Mischa Rauhut de soort tot een Magnosaurus oxoniensis. In 2010 bracht Gregory S. Paul de soort onder bij Streptospondylus altdorfensis. Geen van beide plaatsingen heeft navolging gevonden.
In 1964 benoemde Walker nog een tweede soort: Eustreptospondylus divesensis gebaseerd op Frans materiaal. In 1977 werd dit het eigen geslacht Piveteausaurus.

## Beschrijving

### Grootte en onderscheidende kenmerken
Het holotype van Eustreptospondylus betreft een vrij klein individu waarvan de lengte in 1988 door Paul geschat is op 463 centimeter, het gewicht op 218 kilogram. Het gaat hier echter om een onvolgroeid exemplaar. Paul schatte in 2010 de volwassen lengte op zes meter, het gewicht op een halve ton.

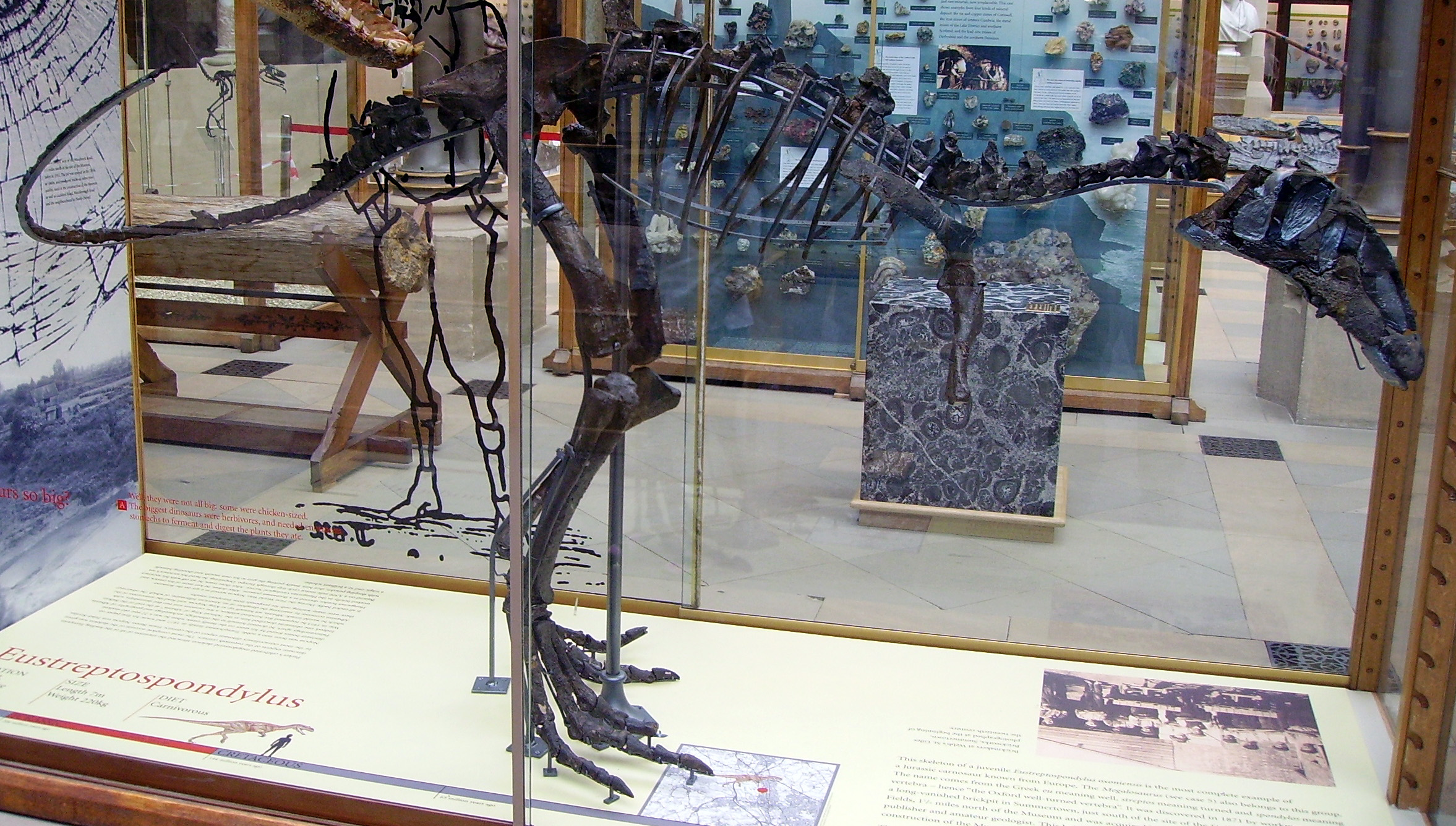
De linkerkant van het holotype

In 2008 wist Sadleir enkele onderscheidende kenmerken vast te stellen. In het traanbeen bevindt zich een ondiepe uitholling met daarin een tweede kleinere opening. De onderste tak van het postorbitale heeft op de achterste buitenhoek een groeve. Het squamosum heeft aan de buitenste zijkant een sterk ontwikkeld naar beneden afhangend beenplateau dat de achterste bovenhoek van het onderste slaapvenster in zijaanzicht bedekt. De tiende halswervel heeft een opvallende uitholling op de voorste onderzijde. De halswervels of ruggenwervels hebben geen kielen op de onderzijde. Een studie van Matthew Carrano voegde hier in 2012 nog enkele kenmerken aan toe. Het aanhangsel van het darmbeen voor het schaambeen is even breed overdwars als van voor naar achter gemeten. Bij de groeve in de onderkant van het achterblad van het darmbeen, die dient ter aanhechting van de Musculus caudofemoralis brevis, loopt de onderrand van de buitenzijde van het blad horizontaal en is ook bijna horizontaal naar boven gedraaid zodat het interne deel van de schuin naar voren en beneden aflopende onderrand van de binnenzijde ontbloot wordt. Verder is door opeenvolgende onderzoekers speciale aandacht besteed aan verschillen met de verwante uit Engeland bekende soort Magnosaurus nethercombensis. Rauhut, die beide vormen als zustersoorten zag, ontdekte een verschil in de bij Eustreptospondylus verder naar boven doorlopende vergroeiing van de voet van de schaambeenderen. Sadleir wees erop dat bij Eustreptospondylus de interdentaalplaten van voor naar achter breder waren dan hoog; het schaambeen van boven bezien een overdwars smaller deel van de onderkant van het heupgewricht uitmaakt; de onderste binnenkant van het dijbeen in achteraanzicht recht is; en er zich geen naar voren en beneden aflopende richel bevindt op de buitenzijde van de crista cnemialis van het scheenbeen.

### Skelet

#### Schedel en onderkaken

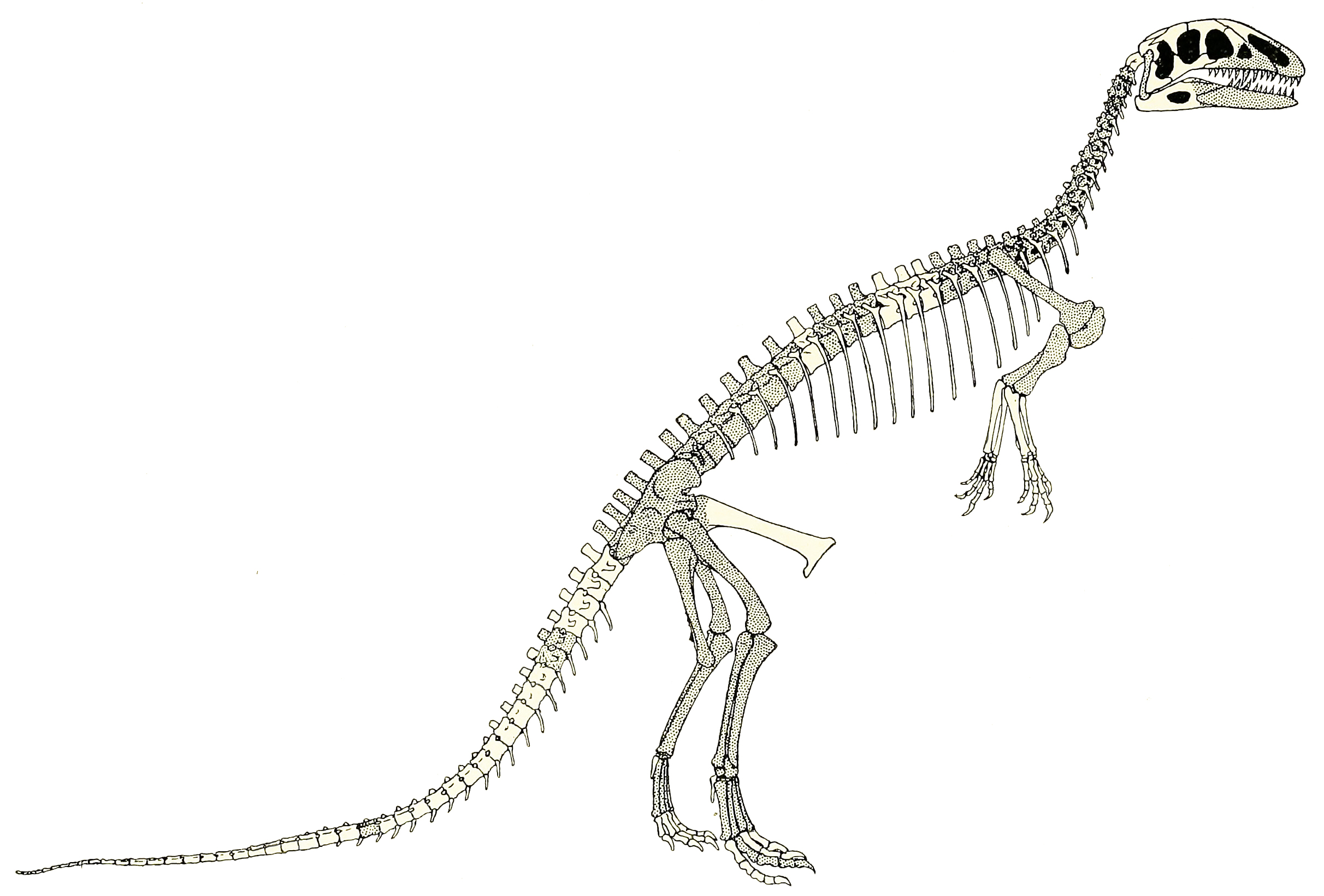
Een diagram door Nopcsa

De lengte van de schedel is geschat op 483 millimeter. Het profiel ervan is niet helemaal zeker omdat de bekende losse onderdelen in verschillende posities geplaatst kunnen worden. Meestal gaat men ervan uit dat de schedel vrij laag was, gegeven een plausibele hellingshoek voor de achterrand. De snuit is vooraan tamelijk spits in zijaanzicht. Overdwars is deze echter niet bijzonder smal. De bovenste tak van de praemaxilla is lang. Vermoedelijk was er een groot en langwerpig, naar achteren hellend, hoog geplaatst neusgat aanwezig. Het hoofdlichaam van de praemaxilla is hoog en heeft vier tandposities; al deze tandkassen bleken bij het fossiel leeg. De onderrand van de praemaxilla is wat afhangend ten opzichte van de bolle onderrand van het bovenkaaksbeen of maxilla. Ook het hoofdlichaam van het bovenkaaksbeen is hoog. Er zijn minstens zes maxillaire tanden die getuige hun tandkassen naar achteren in grootte toenemen; ook deze tanden zijn zelf weer verdwenen. Bewaarde ondersteunende interdentaalplaten achter de vijfde en zesde tandkas laten zien dat de maxillaire tanden hier vrij fors moeten zijn geweest en haaks op de kaakrand stonden. De bovenste tak van het bovenkaaksbeen is ingesprongen ten opzichte van de kaakrand. Deze tak begrenst aan de voorkant een fenestra antorbitalis van beperkte omvang. De fenestra maxillaris in de voorste uitholling hiervan is groot maar niet doorboord. Het L-vormige traanbeen lijkt geen zijwaarts uitspringend hoorntje te dragen. De binnenhoek van het traanbeen is uitgehold door een groeve die weer voorzien is van een foramen pneumaticum. De voorste tak van het traanbeen versmalt naar voren toe in zijaanzicht; de hoge verticale tak verbreedt naar onderen sterk spatelvormig. Daarbij is de binnenwand wat breder dan de buitenwand zodat het profiel in dwarsdoorsnede iets trapeziumvormig is. Ook het postorbitale heeft een lange in zijaanzicht dunne onderste tak, die overdwars breder is en waarvan de achterkant uitgehold wordt door een verticale groeve zodat een U-vormige dwarsdoorsnede ontstaat. De binnenwand is daarbij wat langer dan de buitenste richel zodat de groeve wat zijwaarts gericht is, een onderscheid met Dubreuillosaurus waar de situatie precies omgekeerd is. De groeve werd vermoedelijk gevuld door een uitloper van de bovenste tak van het jukbeen. De interne vleugel van het postorbitale die contact maakt met het laterosfenoïde van de hersenpan, is niet gepneumatiseerd en heeft geen foramina. De oogkas is door de lange neerwaartse takken van traanbeen en postorbitale hoog met een afgeplatte bovenrand en een vermoedelijk spitse onderkant.
Het voorhoofdsbeen is vrij dik, langgerekt en rechthoekig van vorm. De voorhoofdsbeenderen zijn niet vergroeid maar dat kan een gevolg zijn van de jonge leeftijd. Het achterhoofd is breed en het overhangende squamosum was vermoedelijk de aanhechting voor zeer sterke kaakspieren. De bovenrand van het squamosum is licht hol. Het quadratum is vrij elegant gebouwd en licht naar voren hellend. Het heeft een grote naar voren stekende driehoekige interne vleugel voor het contact met het pterygoïde. Het bovenste kaakgewrichtsvlak aan de onderkant van het quadratum laat een groeve zien de een hoek van zestig graden maakt met de lengteas: als de kaken geopend werden, drukte dit de achterkant van de schedel uiteen. Het supraoccipitale maakt een groot deel uit van de bovenkant van het achterhoofdsgat. Schuin onder de condylus occipitalis bevinden zich aan weerszijden diepe, enkelvoudige, uithollingen.
De symfyse, of samengroeiing, van de voorste dentaria van beide onderkaken, wordt niet tot stand gebracht door enkelvoudige facetten: in plaats van een simpel raakvlak heeft de naar zijn tegenhanger gerichte zijde de vorm van een diepe horizontale groeve, aan het voorste uiteinde omhoog gedraaid en boven en onder begrensd door afgeronde richels. De onderkaken zijn vooraan in hun samengroeiing verbreed, zowel overdwars als in de hoogte. Dit laatste resulteert niet in een 'kin' maar in een geleidelijke diepe bolling, waarna zowel bovenrand en onderrand weer naar elkaar toe beginnen te lopen. De verbreding, die bij sluiting binnen de bovenkaken past, draagt vermoedelijk verlengde tanden: ook de dentaire tanden zijn niet bewaard gebleven. Wel zijn er vrij brede interdentaalplaten aanwezig. De derde dentaire tand, op het hoekpunt van de symfyse, is vergroot en heeft een ronde doorsnede. De stukken voorste onderkaak tonen tot zes tandposities; in totaal zal er ruim een dozijn dentaire tanden per zijde geweest zijn; een studie uit 2014 concludeerde dat her veertien waren. Aan de binnenzijde is er een duidelijke groeve tussen de interdentaalplaten en de binnenwand; de groeve is naar voren toe verbreed. Langs de onderrand bevindt zich een tweede groeve, de fossa Meckeliana, die naar voren toe versmalt en onder de derde tand twee kleine foramina toont die relatief dicht op elkaar staan. Aan de buitenzijde is er een ondiepe lengtegroeve voor aderkanalen, met een rechthoekige doorsnede.

#### Postcrania

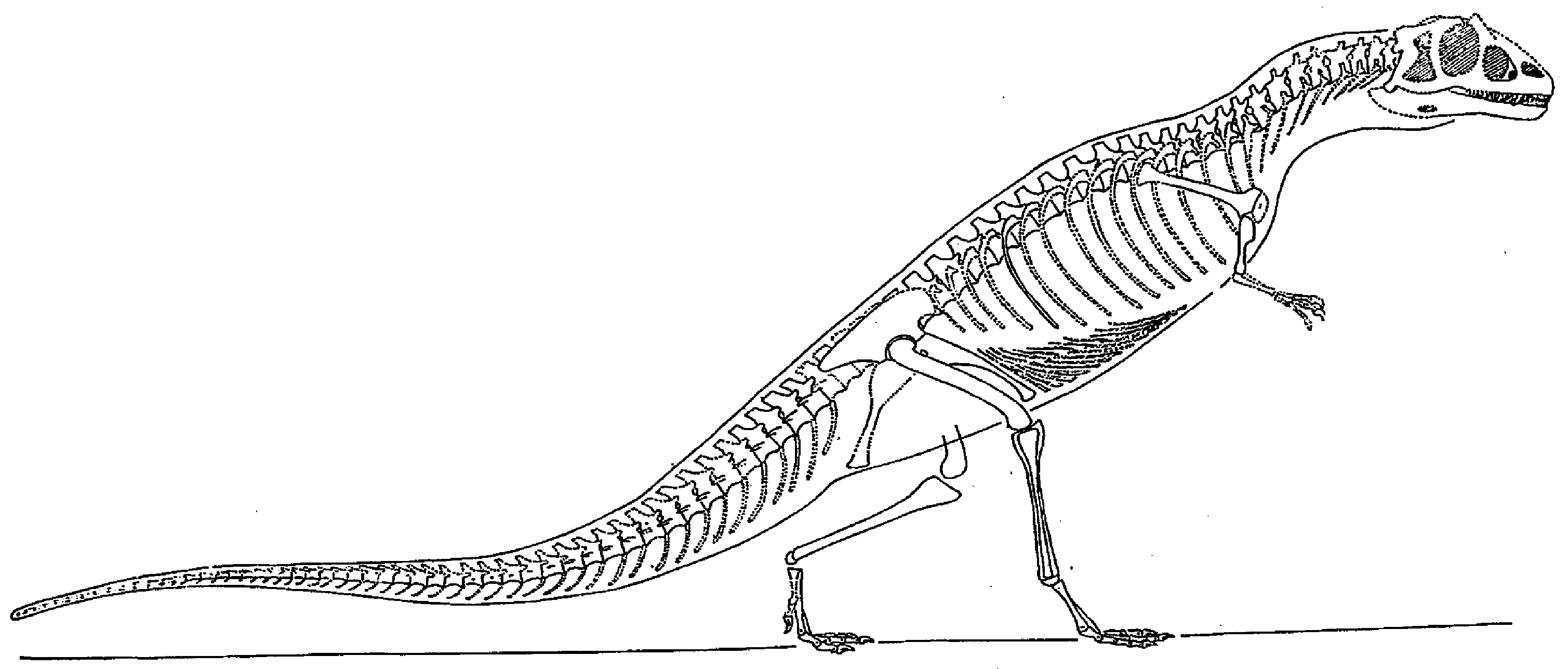
Een reconstructie uit von Huene (1923) van "Streptospondylus", in feite Eustreptospondylus. De museumopstelling uit 1924 zou een soortgelijke incorrecte opgerichte houding krijgen

De wervelkolom bestaat uit tien halswervels, minstens elf ruggenwervels, vijf sacrale wervels en minstens eenentwintig staartwervels. De nek is tamelijk lang met een duidelijke S-bocht maar toont geen extreme verlenging. De voorste halswervels zijn niet gepneumatiseerd. De romp is bijna exact een meter lang. De voorste ruggenwervels, inclusief de eerste, hebben gepaarde hypapofysen, verdikkingen aan de onderkant, een kenmerk dat verder alleen van Streptospondylus bekend is. De twee hebben verder gemeen dat een kiel onder de voorste ruggenwervels ontbreekt. In het algemeen zijn de wervellichamen tamelijk lang.

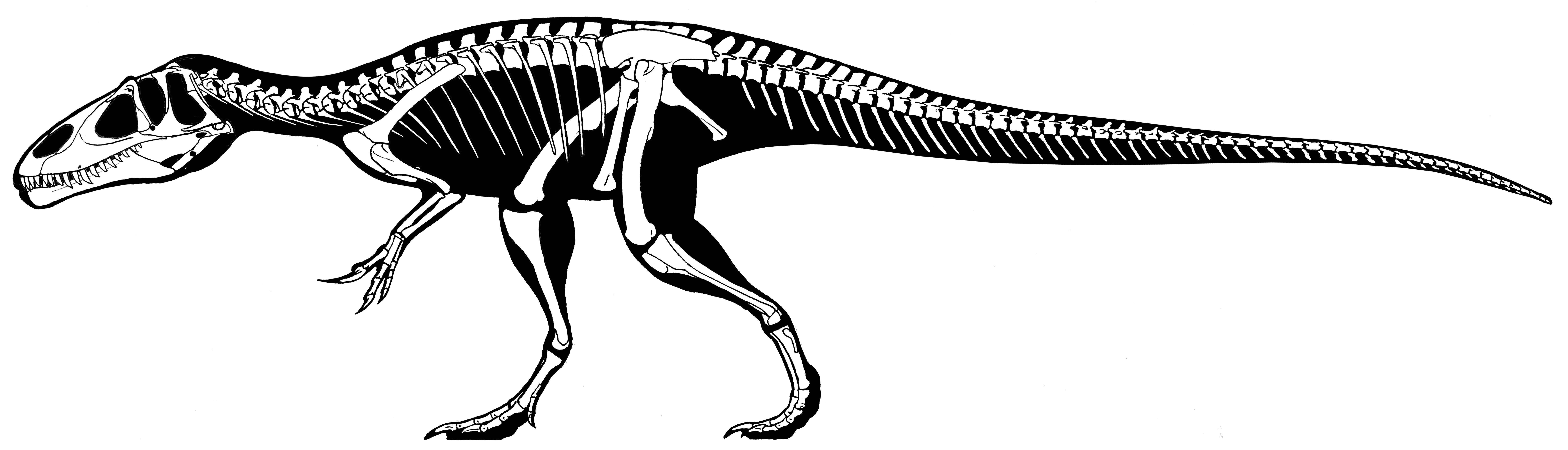
Een diagram van het skelet door Jaime Headden

Het schouderblad is met dertig centimeter vrij kort, recht en stevig. Het middendeel lijkt iets verbreed, hoewel dit moeilijk vergeleken kan worden met de beschadigde uiteinden. Het uitsteeksel op de onderste voorrand, de processus acromialis, is tamelijk kort. Het opperarmbeen is met een lengte van 231 millimeter matig lang maar met vrij robuste structuren. De rechthoekige deltopectorale kam is goed ontwikkeld en de kop loopt naar achteren uit in een afhangende hoek. De schacht is onderaan dunner maar met stevige gewrichtsknobbels. De arm is verder onbekend maar kan tamelijk stevig geweest zijn, zoals bij veel megalosauriden.
Het darmbeen, 365 millimeter lang, heeft een kort voorblad dat vooraan vrij abrupt is afgesneden, een bolle voorkant vormend die naar beneden eindigt in een korte spitse afhangende punt. Het achterblad is laag, eindigend in een punt. De onderkant ervan, die bij de meeste basale theropoden uitgehold is voor de aanhechting van een staartspier, spreidt zich wijd bollend naar buiten en boven uit, waarbij de normale buitenzijde van het blad zich bijna horizontaal draait, een hoge eveneens horizontale richel vormend. Het hoofdlichaam van het schaambeen is vrij breed van achteren naar voren gemeten — in feite breder dan het aanhangsel van het darmbeen waaraan het bevestigd is zodat het bovenaan weer naar binnen moet krommen. Het schaambeen heeft een open foramen obturatorium, dat zo een kleine inkeping vormt in de achterste bovenhoek. Volgens de beschrijving van Von Huene uit 1926 echter gaat het hier om een beschadiging en was de opening in feite onderaan gesloten, een basaal kenmerk dat ook bij Torvosaurus voorkomt. Het schaambeen heeft een lengte van ongeveer vijfenveertig centimeter, het grootste deel waarvan gevormd wordt door een schuin vooruit stekende schacht die van de brede hoofdlichaam af sterk naar beneden versmalt. Pas het uiteinde is weer verbreed door een kleine 'voet'. Het achterste uitsteeksel van de 'voet' van het schaambeen is matig groot, het voorste bepaald klein. Het zitbeen heeft een lengte van 358 millimeter en steekt schuin naar achteren uit met een zeer dunne schacht die bijna recht is op een kleine kromming naar voren toe na, waar het uiteinde zich verbreed in een nauwelijks waarneembare voet.
Het dijbeen is een kleine halve meter lang en nogal robuust. De dijbeenkop staat haaks op de schacht. De iets lager staande trochanter minor wordt van de trochanter major gescheiden door en vrij brede kloof. De onderste gewrichtsknobbels van het dijbeen zijn vooraan gescheiden door een diepe groeve voor de pees van de het onderbeen strekkende spier. Het scheenbeen is met 479 millimeter lengte korter dan het dijbeen. Het heeft onderaan twee gewrichtsknobbels. De binnenste is afgeschuind en heeft een brede richel aan de bovenkant. De bovenste binnenkant van het 467 millimeter lange kuitbeen is licht hol. De opgaande tak van het zesentachtig millimeter brede sprongbeen is vrij kort en heeft een oneven bovenkant. De middenvoet is matig lang met een lengte van 232 millimeter voor het derde middenvoetsbeen en 207 millimeter voor het vierde middenvoetsbeen. De tenen zijn opvallend lang; zo is de derde teen met ruim vijfentwintig centimeter lengte duidelijk gerekter dan zijn middenvoetsbeen.

## Fylogenie
Walker plaatste in 1964 Eustreptospondylus in de Megalosauridae. Deze plaatsing is nog steeds gebruikelijk maar zou niet geheel onomstreden blijven: in 1994 meende Paul Sereno dat Eustreptospondylus met Torvosaurus een Torvosauridae vormde; in 1989 schiep Sergej Michailjowitsj Koerzanow een eigen Eustreptospondylidae. Tegenwoordig wordt Eustreptospondylus meestal als lid van een eigen aftakking binnen de megalosauriden gezien: de Eustreptospondylinae.
Het volgende kladogram geeft de plaats van Eustreptospondylus in de evolutionaire stamboom volgens een analyse van Carrano uit 2012.
|  | Eustreptospondylus |
|  |                    |

|  | Duriavenator                                                 |
|  |                                                              |
|  | \| \| Megalosaurus \| \| \| \| \| \| Torvosaurus \| \| \| \| |
|  |                                                              |
|  | Megalosaurus                                                 |
|  |                                                              |
|  | Torvosaurus                                                  |
|  |                                                              |

|  | Megalosaurus |
|  |              |
|  | Torvosaurus  |
|  |              |

|  | Dubreuillosaurus |
|  |                  |
|  | Magnosaurus      |
|  |                  |

|  | Leshansaurus   |
|  |                |
|  | Piveteausaurus |
|  |                |

|  | Dubreuillosaurus |
|  |                  |
|  | Magnosaurus      |
|  |                  |

|  | Leshansaurus   |
|  |                |
|  | Piveteausaurus |
|  |                |

|  | Duriavenator                                                 |
|  |                                                              |
|  | \| \| Megalosaurus \| \| \| \| \| \| Torvosaurus \| \| \| \| |
|  |                                                              |
|  | Megalosaurus                                                 |
|  |                                                              |
|  | Torvosaurus                                                  |
|  |                                                              |

|  | Megalosaurus |
|  |              |
|  | Torvosaurus  |
|  |              |

|  | Dubreuillosaurus |
|  |                  |
|  | Magnosaurus      |
|  |                  |

|  | Leshansaurus   |
|  |                |
|  | Piveteausaurus |
|  |                |

|  | Dubreuillosaurus |
|  |                  |
|  | Magnosaurus      |
|  |                  |

|  | Leshansaurus   |
|  |                |
|  | Piveteausaurus |
|  |                |

|  | Eustreptospondylus |
|  |                    |

|  | Duriavenator                                                 |
|  |                                                              |
|  | \| \| Megalosaurus \| \| \| \| \| \| Torvosaurus \| \| \| \| |
|  |                                                              |
|  | Megalosaurus                                                 |
|  |                                                              |
|  | Torvosaurus                                                  |
|  |                                                              |

|  | Megalosaurus |
|  |              |
|  | Torvosaurus  |
|  |              |

|  | Dubreuillosaurus |
|  |                  |
|  | Magnosaurus      |
|  |                  |

|  | Leshansaurus   |
|  |                |
|  | Piveteausaurus |
|  |                |

|  | Dubreuillosaurus |
|  |                  |
|  | Magnosaurus      |
|  |                  |

|  | Leshansaurus   |
|  |                |
|  | Piveteausaurus |
|  |                |

|  | Duriavenator                                                 |
|  |                                                              |
|  | \| \| Megalosaurus \| \| \| \| \| \| Torvosaurus \| \| \| \| |
|  |                                                              |
|  | Megalosaurus                                                 |
|  |                                                              |
|  | Torvosaurus                                                  |
|  |                                                              |

|  | Megalosaurus |
|  |              |
|  | Torvosaurus  |
|  |              |

|  | Dubreuillosaurus |
|  |                  |
|  | Magnosaurus      |
|  |                  |

|  | Leshansaurus   |
|  |                |
|  | Piveteausaurus |
|  |                |

|  | Dubreuillosaurus |
|  |                  |
|  | Magnosaurus      |
|  |                  |

|  | Leshansaurus   |
|  |                |
|  | Piveteausaurus |
|  |                |

|  | Eustreptospondylus |
|  |                    |

|  | Duriavenator                                                 |
|  |                                                              |
|  | \| \| Megalosaurus \| \| \| \| \| \| Torvosaurus \| \| \| \| |
|  |                                                              |
|  | Megalosaurus                                                 |
|  |                                                              |
|  | Torvosaurus                                                  |
|  |                                                              |

|  | Megalosaurus |
|  |              |
|  | Torvosaurus  |
|  |              |

|  | Dubreuillosaurus |
|  |                  |
|  | Magnosaurus      |
|  |                  |

|  | Leshansaurus   |
|  |                |
|  | Piveteausaurus |
|  |                |

|  | Dubreuillosaurus |
|  |                  |
|  | Magnosaurus      |
|  |                  |

|  | Leshansaurus   |
|  |                |
|  | Piveteausaurus |
|  |                |

|  | Duriavenator                                                 |
|  |                                                              |
|  | \| \| Megalosaurus \| \| \| \| \| \| Torvosaurus \| \| \| \| |
|  |                                                              |
|  | Megalosaurus                                                 |
|  |                                                              |
|  | Torvosaurus                                                  |
|  |                                                              |

|  | Megalosaurus |
|  |              |
|  | Torvosaurus  |
|  |              |

|  | Dubreuillosaurus |
|  |                  |
|  | Magnosaurus      |
|  |                  |

|  | Leshansaurus   |
|  |                |
|  | Piveteausaurus |
|  |                |

|  | Dubreuillosaurus |
|  |                  |
|  | Magnosaurus      |
|  |                  |

|  | Leshansaurus   |
|  |                |
|  | Piveteausaurus |
|  |                |

|  | Eustreptospondylus |
|  |                    |

|  | Duriavenator                                                 |
|  |                                                              |
|  | \| \| Megalosaurus \| \| \| \| \| \| Torvosaurus \| \| \| \| |
|  |                                                              |
|  | Megalosaurus                                                 |
|  |                                                              |
|  | Torvosaurus                                                  |
|  |                                                              |

|  | Megalosaurus |
|  |              |
|  | Torvosaurus  |
|  |              |

|  | Dubreuillosaurus |
|  |                  |
|  | Magnosaurus      |
|  |                  |

|  | Leshansaurus   |
|  |                |
|  | Piveteausaurus |
|  |                |

|  | Dubreuillosaurus |
|  |                  |
|  | Magnosaurus      |
|  |                  |

|  | Leshansaurus   |
|  |                |
|  | Piveteausaurus |
|  |                |

|  | Duriavenator                                                 |
|  |                                                              |
|  | \| \| Megalosaurus \| \| \| \| \| \| Torvosaurus \| \| \| \| |
|  |                                                              |
|  | Megalosaurus                                                 |
|  |                                                              |
|  | Torvosaurus                                                  |
|  |                                                              |

|  | Megalosaurus |
|  |              |
|  | Torvosaurus  |
|  |              |

|  | Dubreuillosaurus |
|  |                  |
|  | Magnosaurus      |
|  |                  |

|  | Leshansaurus   |
|  |                |
|  | Piveteausaurus |
|  |                |

|  | Dubreuillosaurus |
|  |                  |
|  | Magnosaurus      |
|  |                  |

|  | Leshansaurus   |
|  |                |
|  | Piveteausaurus |
|  |                |

|  | Eustreptospondylus |
|  |                    |

|  | Duriavenator                                                 |
|  |                                                              |
|  | \| \| Megalosaurus \| \| \| \| \| \| Torvosaurus \| \| \| \| |
|  |                                                              |
|  | Megalosaurus                                                 |
|  |                                                              |
|  | Torvosaurus                                                  |
|  |                                                              |

|  | Megalosaurus |
|  |              |
|  | Torvosaurus  |
|  |              |

|  | Dubreuillosaurus |
|  |                  |
|  | Magnosaurus      |
|  |                  |

|  | Leshansaurus   |
|  |                |
|  | Piveteausaurus |
|  |                |

|  | Dubreuillosaurus |
|  |                  |
|  | Magnosaurus      |
|  |                  |

|  | Leshansaurus   |
|  |                |
|  | Piveteausaurus |
|  |                |

|  | Duriavenator                                                 |
|  |                                                              |
|  | \| \| Megalosaurus \| \| \| \| \| \| Torvosaurus \| \| \| \| |
|  |                                                              |
|  | Megalosaurus                                                 |
|  |                                                              |
|  | Torvosaurus                                                  |
|  |                                                              |

|  | Megalosaurus |
|  |              |
|  | Torvosaurus  |
|  |              |

|  | Dubreuillosaurus |
|  |                  |
|  | Magnosaurus      |
|  |                  |

|  | Leshansaurus   |
|  |                |
|  | Piveteausaurus |
|  |                |

|  | Dubreuillosaurus |
|  |                  |
|  | Magnosaurus      |
|  |                  |

|  | Leshansaurus   |
|  |                |
|  | Piveteausaurus |
|  |                |

|  | Eustreptospondylus |
|  |                    |

|  | Duriavenator                                                 |
|  |                                                              |
|  | \| \| Megalosaurus \| \| \| \| \| \| Torvosaurus \| \| \| \| |
|  |                                                              |
|  | Megalosaurus                                                 |
|  |                                                              |
|  | Torvosaurus                                                  |
|  |                                                              |

|  | Megalosaurus |
|  |              |
|  | Torvosaurus  |
|  |              |

|  | Dubreuillosaurus |
|  |                  |
|  | Magnosaurus      |
|  |                  |

|  | Leshansaurus   |
|  |                |
|  | Piveteausaurus |
|  |                |

|  | Dubreuillosaurus |
|  |                  |
|  | Magnosaurus      |
|  |                  |

|  | Leshansaurus   |
|  |                |
|  | Piveteausaurus |
|  |                |

|  | Duriavenator                                                 |
|  |                                                              |
|  | \| \| Megalosaurus \| \| \| \| \| \| Torvosaurus \| \| \| \| |
|  |                                                              |
|  | Megalosaurus                                                 |
|  |                                                              |
|  | Torvosaurus                                                  |
|  |                                                              |

|  | Megalosaurus |
|  |              |
|  | Torvosaurus  |
|  |              |

|  | Dubreuillosaurus |
|  |                  |
|  | Magnosaurus      |
|  |                  |

|  | Leshansaurus   |
|  |                |
|  | Piveteausaurus |
|  |                |

|  | Dubreuillosaurus |
|  |                  |
|  | Magnosaurus      |
|  |                  |

|  | Leshansaurus   |
|  |                |
|  | Piveteausaurus |
|  |                |

|  | Eustreptospondylus |
|  |                    |

|  | Duriavenator                                                 |
|  |                                                              |
|  | \| \| Megalosaurus \| \| \| \| \| \| Torvosaurus \| \| \| \| |
|  |                                                              |
|  | Megalosaurus                                                 |
|  |                                                              |
|  | Torvosaurus                                                  |
|  |                                                              |

|  | Megalosaurus |
|  |              |
|  | Torvosaurus  |
|  |              |

|  | Dubreuillosaurus |
|  |                  |
|  | Magnosaurus      |
|  |                  |

|  | Leshansaurus   |
|  |                |
|  | Piveteausaurus |
|  |                |

|  | Dubreuillosaurus |
|  |                  |
|  | Magnosaurus      |
|  |                  |

|  | Leshansaurus   |
|  |                |
|  | Piveteausaurus |
|  |                |

|  | Duriavenator                                                 |
|  |                                                              |
|  | \| \| Megalosaurus \| \| \| \| \| \| Torvosaurus \| \| \| \| |
|  |                                                              |
|  | Megalosaurus                                                 |
|  |                                                              |
|  | Torvosaurus                                                  |
|  |                                                              |

|  | Megalosaurus |
|  |              |
|  | Torvosaurus  |
|  |              |

|  | Dubreuillosaurus |
|  |                  |
|  | Magnosaurus      |
|  |                  |

|  | Leshansaurus   |
|  |                |
|  | Piveteausaurus |
|  |                |

|  | Dubreuillosaurus |
|  |                  |
|  | Magnosaurus      |
|  |                  |

|  | Leshansaurus   |
|  |                |
|  | Piveteausaurus |
|  |                |

|  | Eustreptospondylus |
|  |                    |

|  | Duriavenator                                                 |
|  |                                                              |
|  | \| \| Megalosaurus \| \| \| \| \| \| Torvosaurus \| \| \| \| |
|  |                                                              |
|  | Megalosaurus                                                 |
|  |                                                              |
|  | Torvosaurus                                                  |
|  |                                                              |

|  | Megalosaurus |
|  |              |
|  | Torvosaurus  |
|  |              |

|  | Dubreuillosaurus |
|  |                  |
|  | Magnosaurus      |
|  |                  |

|  | Leshansaurus   |
|  |                |
|  | Piveteausaurus |
|  |                |

|  | Dubreuillosaurus |
|  |                  |
|  | Magnosaurus      |
|  |                  |

|  | Leshansaurus   |
|  |                |
|  | Piveteausaurus |
|  |                |

|  | Duriavenator                                                 |
|  |                                                              |
|  | \| \| Megalosaurus \| \| \| \| \| \| Torvosaurus \| \| \| \| |
|  |                                                              |
|  | Megalosaurus                                                 |
|  |                                                              |
|  | Torvosaurus                                                  |
|  |                                                              |

|  | Megalosaurus |
|  |              |
|  | Torvosaurus  |
|  |              |

|  | Dubreuillosaurus |
|  |                  |
|  | Magnosaurus      |
|  |                  |

|  | Leshansaurus   |
|  |                |
|  | Piveteausaurus |
|  |                |

|  | Dubreuillosaurus |
|  |                  |
|  | Magnosaurus      |
|  |                  |

|  | Leshansaurus   |
|  |                |
|  | Piveteausaurus |
|  |                |

## Levenswijze

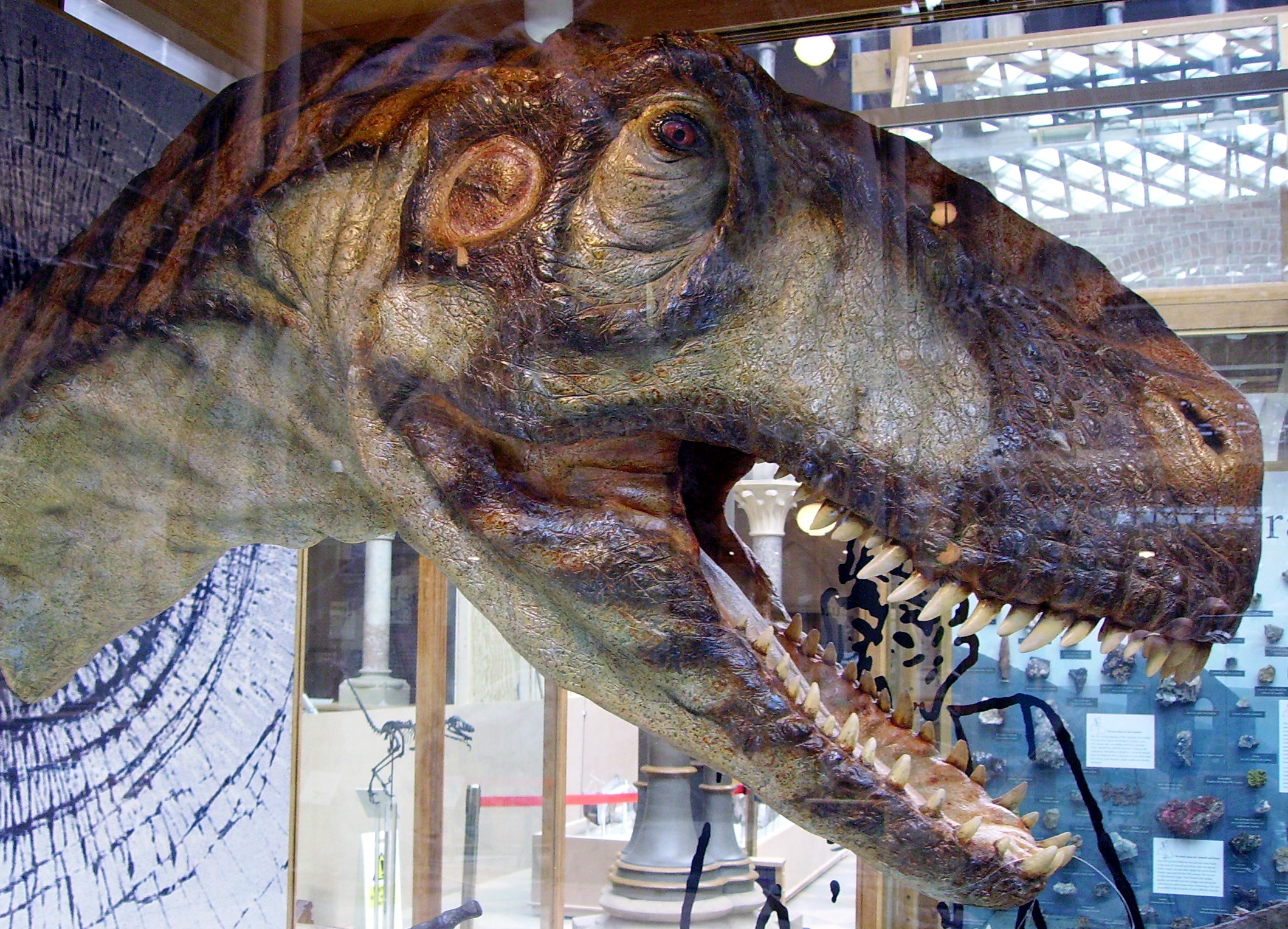
De poppenkop van Eustreptospondylus gebruikt in Cruel Sea

Eustreptospondylus leefde tijdens het Callovien, toen veel van Europa zee was, waarin zich grote eilanden bevonden. Eustreptospondylus is gevonden in een zeeafzetting voor de westkust van het Anglo-Brabants Massief. Hij leefde misschien aan zee — net als Suchomimus uit het Vroege Krijt, al zijn de dieren in schedelbouw totaal verschillend. Hij kon gezien zijn bouw goed zwemmen en peddelde wellicht met zijn achterpoten van eiland naar eiland wat overigens een gevaar was met de vele zeereptielen die toen leefden.
Eustreptospondylus speelt een rol in aflevering 3, Cruel Sea, van de animatieserie van de BBC Walking with Dinosaurs. Daarin wordt een aan het strand foeragerend exemplaar gegrepen door het reusachtige pliosauride zeeroofdier Liopleurodon. Al kon Eustreptospondylus een rustende kleine plesiosauriër de baas als die op het land kwam; in de zee waren de rollen omgekeerd. Hij greep wellicht ook pterosauriërs (vliegende reptielen) en aas, zoals dode schildpadden. De wat lage positie die Eustreptospondylus volgens de BBC-documentaire in de voedselketen innam, als een eilandbewonende dwergvorm, was echter beïnvloed door het feit dat de makers zich niet realiseerden dat het holotype een nog onvolwassen dier betrof. Het kan daarbij zijn dat Eustreptospondylus het zoute water juist meed en het holotype een door een overstroming in zee gespoeld dier betreft. Zijn bouw is die van een vrij snelle middelgrote jager op landdieren. Uit de precieze lagen waarin Eustreptospondylus gevonden werd, zijn die overigens niet bekend maar iets oudere afzettingen hebben planteneters opgeleverd als Callovosaurus, Cumnoria, Lexovisaurus en Cetiosauriscus. Kenneth Carpenter wees erop dat het breed opengesperd kunnen worden van de muil, gecombineerd met zware spieren aan de achterzijde van de schedel en het bezit van stevige vrij rechte tanden in tamelijk brede kaken duiden op een jachttactiek waarbij grote hompen vlees uit de romp van het slachtoffer gerukt werden.